# Куп сајамских градова 1960/61.
Куп сајамских градова 1960/61. је било 3. издање клупског фудбалског такмичења Купа сајамских градова.
Такмичење је трајало од 25. децембра 1955. до 1. маја 1958. године. Рома је у финалном двомечу била успешнија од Бирмингем Ситија и тако је по први пут постала шампион Купа сајамских градова. Најбољи стрелац такмичења био је играч Роме Педро Манфредини са 12 постигнутих голова.

## Резултати

### Први круг
| Меч | Клуб           | Држава          | укупан рез. | Држава          | Клуб       | 1. утак. | 2. утак. | Плеј-оф |
| --- | -------------- | --------------- | ----------- | --------------- | ---------- | -------- | -------- | ------- |
| 1   | Интер Милано   | Италија         | 14:3        | Западна Немачка | Хановер 96 | 8:2      | 6:1      |         |
| 2   | Лајпциг XI     | Источна Немачка | 6:6         | СФРЈ            | Београд XI | 5:2      | 1:4      | 2:0     |
| 3   | КБ             | Данска          | 11:4        | Швајцарска      | Базел XI   | 8:1      | 3:3      |         |
| 4   | Бирмингем Сити | Енглеска        | 5:3         | Мађарска        | Ујпешт     | 3:2      | 2:1      |         |
| 5   | Загреб XI      | СФРЈ            | 4:5         | Шпанија         | Барселона  | 1:1      | 3:4      |         |
| 6   | Хибернијан     | Шкотска         | -1          | Швајцарска      | Лозана     | -        | -        |         |
| 7   | Олимпик Лион   | Француска       | 3:4         | Западна Немачка | Келн XI    | 1:3      | 2:1      |         |
| 8   | Унион Сен Жил  | Белгија         | 1:4         | Италија         | Рома       | 0:0      | 1:4      |         |

Белешка 1: Лозана је одустала од такмичења.

### Четвртфинале
| Меч | Клуб         | Држава          | укупан рез. | Држава   | Клуб           | 1. утак. | 2. утак. | Плеј-оф |
| --- | ------------ | --------------- | ----------- | -------- | -------------- | -------- | -------- | ------- |
| 1   | Интер Милано | Италија         | 5:1         | СФРЈ     | Београд XI     | 5:0      | 0:1      |         |
| 2   | КБ           | Данска          | 4:9         | Енглеска | Бирмингем Сити | 4:4      | 0:5      |         |
| 3   | Барселона    | Шпанија         | 6:7         | Шкотска  | Хибернијан     | 4:4      | 2:3      |         |
| 4   | Келн XI      | Западна Немачка | 2:2         | Италија  | Рома           | 0:2      | 2:0      | 1:4     |

### Полуфинале
| Меч | Клуб         | Држава  | укупан рез. | Држава   | Клуб           | 1. утак. | 2. утак. | Плеј-оф |
| --- | ------------ | ------- | ----------- | -------- | -------------- | -------- | -------- | ------- |
| 1   | Хибернијан   | Шкотска | 5:5         | Италија  | Рома           | 2:2      | 3:3      | 0:6     |
| 2   | Интер Милано | Италија | 2:4         | Енглеска | Бирмингем Сити | 1:2      | 1:2      |         |

### Финале
| Меч | Клуб           | Држава   | укупан рез. | Држава   | Клуб           |
| --- | -------------- | -------- | ----------- | -------- | -------------- |
| 1   | Бирмингем Сити | Енглеска | 2:2         | Италија  | Рома           |
| 2   | Рома           | Италија  | 2:0         | Енглеска | Бирмингем Сити |

| Освајач Купа сајамских градова 1960/61. |
| --------------------------------------- |
| Рома 1. Титула                          |